# Colpo di Stato in Turchia del 2016
Il colpo di Stato in Turchia del 2016 è stato un fallito golpe militare messo in atto da una parte delle Forze armate turche il 15 luglio 2016 per rovesciare il presidente Recep Tayyip Erdoğan e prendere il potere nel Paese.
Le motivazioni dietro al tentativo di colpo di Stato non sono chiare: secondo Erdoğan, l'organizzatore del tentato colpo di Stato sarebbe stato il predicatore e politologo turco Fethullah Gülen, esule negli Stati Uniti. Gülen ha suggerito invece l'ipotesi cospirazionistica secondo cui l'ideatore del golpe possa essere stato lo stesso presidente. Nei primi giorni successivi agli avvenimenti, alcuni analisti hanno parlato di golpe improvvisato e poco organizzato, mentre altri hanno sollevato dubbi sulla reale genuinità del colpo di Stato, ipotizzando una false flag per poter legittimare ulteriori restrizioni alle libertà civili e una serie di purghe sulla magistratura e sull'esercito. Ulteriori dettagli e testimonianze emersi successivamente sembrano invece confermare che il golpe fosse stato ben organizzato e che fosse vicino al successo.
Il tentativo di rovesciamento del potere ha portato alla morte di 290 persone e al ferimento di altre 1440. I dati forniti dal Governo riportano inoltre che, alla conclusione dell'evento, sono stati arrestati 2893 golpisti e 2745 giudici sono stati rimossi dall'incarico dall'Alto Consiglio. In particolare nella città di Istanbul, alcune agenzie di stampa hanno riportato il ferimento di molte persone che manifestavano contro i militari sul Ponte sul Bosforo, occupato dalle forze armate.
Le reazioni internazionali al colpo di Stato sono state particolarmente caute, anche se nella notte i principali leader internazionali hanno condannato il tentativo di presa di potere da parte dei militari.
Si è trattato del primo colpo di Stato in Turchia compiuto da militari a fallire.

## Contesto storico

### Relazioni tra governo e forze armate
La Turchia ha subito diversi colpi di Stato, fin dal 1960, l'ultimo dei quali si è verificato, nel 1997, contro il governo di Necmettin Erbakan, guida del Partito del Benessere, d'ispirazione islamista. Di tale partito, era anche figura di spicco l'attuale presidente Recep Tayyip Erdoğan, allora sindaco di Istanbul. Dopo vari governi laici che hanno guidato il paese, Erdoğan è divenuto, nel 2003, leader del Partito per la Giustizia e lo Sviluppo (in turco: AKP) per essere, nel 2014, il primo presidente turco ad essere eletto direttamente.
Il rapporto tra il governo guidato dall'AKP e l'esercito turco, cui la Costituzione affida il ruolo di garante ultimo della laicità dello Stato è sin dall'inizio della presidenza molto complesso poiché le forze armate turche si ispirano agli ideali laici di Mustafa Kemal Atatürk, generale e fondatore della Repubblica di Turchia, che si oppone alle ideologie islamiste e conservatrici propagandate dall'AKP.
In varie occasioni il governo di Erdoğan ha denunciato l'esistenza di complotti per l'effettuazione di colpi di Stato ai danni del governo, uno dei quali rappresentato dall'Operazione Mazo II, in cui le forze di opposizione avrebbero fatto esplodere degli ordigni in due moschee di Istanbul per poi poter effettuare il golpe in mezzo al caos seguente gli attentati. Per questa operazione sono state indagate 236 persone che, nel 2015, sono state rilasciate per mancanza di prove. Nel 2008, è stato seguito un nuovo caso, secondo il quale vi era l'esistenza di un'organizzazione cospirativa, denominata Ergenekon, che si è conclusa con una condanna per alto tradimento a circa 265 persone, tra le quali figuravano anche alti esponenti del governo e ufficiali dell'esercito come, ad esempio, İlker Başbuğ. Tuttavia, nell'aprile del 2016, la Corte Suprema ha annullato le sentenze per mancanza di prove sufficienti.

### Crisi politica
Il governo di Erdoğan è stato più volte accusato di volere una totale concentrazione e centralizzazione del potere politico. Nel 2007 venne promossa dal governo, e successivamente approvata attraverso un referendum, una riforma costituzionale che stabilisce l'elezione diretta della carica di presidente. Nelle successive elezioni presidenziali del 2014, Erdoğan è risultato vincitore, con il 51,79% dei voti, ed ha espresso l'interesse ad esercitare un mandato attivo e non solo cerimoniale come era stato fatto fino ad allora. Erdoğan espresse anche degli interessi ad attuare delle riforme costituzionali per trasformare la Turchia in una repubblica presidenziale. Questo venne ostacolato non solo dall'opposizione ma anche da alcuni membri del suo stesso partito: nell'aprile del 2016 ci furono numerose incomprensioni, riguardo al presidenzialismo, tra Erdoğan ed il primo ministro Ahmet Davutoğlu, il quale decise di rassegnare le proprie dimissioni il 4 maggio 2016. Al suo posto subentrò Binali Yıldırım. Le dimissioni di Davutoğlu vennero considerate, da molti, come la fine dell'ultimo ostacolo del governo Erdoğan.
Molti politici espressero la loro preoccupazione riguardo al crescente autoritarismo del governo turco. Questo si sarebbe manifestato attraverso delle violente repressioni per calmare le proteste (come quella avvenuta al Parco di Gezi nel 2013) e con la chiusura del quotidiano d'opposizione Zaman. Vi furono, inoltre, numerosi scandali contro il governo legati alla corruzione e di questo venne anche accusata la famiglia Erdoğan. Queste accuse vennero considerate dal governo come parte di una cospirazione guidata dal religioso Fethullah Gülen, un ex alleato di Erdoğan. Gülen ed il suo movimento sono stati dichiarati terroristi da parte del governo turco, il che ha costretto lo stesso religioso a trasferirsi, in esilio, negli Stati Uniti.
Accanto ai problemi politici, la primavera araba ebbe un impatto molto forte all'interno della Turchia. Il conflitto iracheno e la guerra civile in Siria, due paesi molto vicini alla Turchia, hanno portato una massiccia ondata di rifugiati all'interno del paese, al fine di migrare successivamente verso l'Europa e altre destinazioni.

### Attentati terroristici
Istanbul e Ankara sono state teatro di numerosi attacchi terroristici dall’autunno del 2015, orchestrati dallo  Stato Islamico negli anni 2015-2016, come quelli di ottobre 2015 e di febbraio-marzo 2016 a Ankara, e all'aeroporto internazionale Atatürk di Istanbul del giugno 2016. A questo si aggiunse anche il conflitto con il Kurdistan, all'interno del quale l'esercito turco, attraverso delle incursioni nel sud-est del paese, si scontrò con il Partito dei Lavoratori del Kurdistan e con lo Stato Islamico. Tutto questo aveva creato un clima di insicurezza tra la popolazione.

## Eventi
Il colpo di stato, con la sollevazione dei militari, in particolare elementi della prima, della seconda e della terza armata dell'esercito, supportati dalla guardia presidenziale e da elementi dell'aviazione e della marina, si è concentrato principalmente nelle città di Istanbul e Ankara, rispettivamente la città più grande e la capitale della Turchia.

### 15 luglio
Alle ore 22:00 (ora locale) di venerdì 15 luglio 2016, la Jandarma effettua la chiusura di due ponti sul Bosforo con dei carri armati.
Alle ore 22:19, il ministro Binali Yıldırım conferma le voci riguardanti un tentativo di alcuni militari di effettuare un colpo di Stato dopo che alcuni jet ed elicotteri erano avvistati a sorvolare, a bassa quota, sia Istanbul che Ankara, e dopo aver udito degli spari nei pressi della sede del parlamento turco.
Alle 22:21, l'esercito turco invita la popolazione a rientrare nelle proprie case.
Alle 22:22, viene bloccato qualsiasi accesso ai social network, tra cui Facebook, Twitter, Vimeo, Instagram, Youtube e Snapchat, ma non alle Virtual Private Network (VPN) che consentono a chiunque di continuare a postare grazie al cambiamento di DNS utilizzando un proxy server per ottenere un indirizzo IP, il quale, attraverso un software dedicato, permette di simulare l'appartenenza ad una zona geografica differente dalla Turchia non sottoposta a censura.
Alle 22:25, i militari irrompono nella sede della rete radiotelevisiva turca TRT ad Istanbul e vengono interrotte le trasmissioni televisive. I militari si dichiarano appartenenti ad un "Consiglio di Pace Turco" con l'obiettivo di formare un nuovo governo.
Alle 22:41, i militari bloccano con i carri armati gli accessi all'aeroporto Kemal Atatürk di Istanbul dopo aver disarmato gli agenti di polizia addetti alla sicurezza, e bloccano l'accesso anche all'aeroporto di Ankara.
Alle 22:43, l'esercito mette in atto alcune sparatorie nei pressi del quartier generale della polizia ad Istanbul.
Alle 22:49, i golpisti riescono ad addentrarsi nel quartier generale dell'esercito turco ad Ankara e a prendere in ostaggio Hulusi Akar, il capo di stato maggiore delle forze armate turche.
Alle 22:56, i militari autori del colpo di stato si dichiarano pronti a mantenere intatte le relazioni con l'estero e che "lo stato di diritto rimarrà una priorità".
Alle 23:02, i voli in partenza e in arrivo dall'aeroporto di Atatürk vengono cancellati dagli occupanti.
Alle 23:13, la televisione di stato turca diffonde dei comunicati delle forze armate che annunciano l'introduzione del coprifuoco e la proclamazione della legge marziale.
Alle 23:18, i golpisti irrompono nella sede del partito AKP e s'impossessano dell'edificio.
Alle 23:20, i militari provocano un'esplosione nei pressi del Centro di formazione delle forze di sicurezza di Gölbaşı, in provincia di Ankara.
Alle 23:24, i militari dichiarano alla TV di stato l'intenzione di creare una nuova costituzione garante della democrazia e della laicità.
Alle 23:35, il presidente Erdoğan si collega da un luogo sconosciuto, attraverso FaceTime, con la CNN Turk per denunciare il tentativo di colpo di Stato dei militari e per incitare il popolo turco a "resistere e scendere in piazza". Anche dalle moschee di tutto il Paese sono partiti incitamenti per combattere contro i golpisti. Durante la notte, numerose persone hanno accolto favorevolmente l'appello del presidente ed hanno organizzato dei movimenti di resistenza nei confronti dei militari. In piazza Taksim, a Istanbul, alcuni civili, dopo essersi scontrati con i militari, sono saliti sui carri armati ed hanno fatto capire agli occupanti che non avrebbero mai sostenuto il rovesciamento del governo di Erdoğan.

### 16 luglio
Alle ore 04:30, riprendono le trasmissioni televisive delle reti occupate precedentemente dai militari.
Alle 05:30, il governo turco riesce a riprendere il controllo del Paese, mentre Erdoğan ritorna ad Istanbul ed il generale delle forze armate Hulusi Akar viene liberato.
Alle 10:32, viene confermata l'uccisione di 104 presunti golpisti, l'uccisione di 47 poliziotti e la morte di 41 civili (poi diventati 265), i quali sono stati definiti "martiri".
Alle ore 11:50 del 16 luglio 2016, viene confermato il fallimento del colpo di Stato, anche se un piccolo gruppo di militari golpisti (circa 150) rimane asserragliato nel quartiere generale del comando delle Forze armate ad Ankara per cercare di trattare la propria resa. I soldati, alla fine, hanno deciso di consegnarsi alle forze dell'ordine.

## Conseguenze

### Arresti ed epurazioni governative
Il primo ministro, Binali Yıldırım, ha confermato l'arresto di 2 839 soldati di vario grado, di 100 militari uccisi e altri 200 arresi, mentre altri sono stati espulsi dall'esercito. Tra i soldati arrestati vi sono almeno 34 tra ammiragli, generali e colonnelli. Tra gli arrestati vi sono:
- Erdal Öztürk, comandante della Terza armata, arrestato per presunta complicità.[3]
- Akın Öztürk, ex capo di stato maggiore dell'aeronautica turca.[3]
- Adem Huduti, comandante della Seconda armata.[3]
- Avni Angun, vicecomandante della Seconda armata.[3]
- Nejat Atilla Demirhan, comandante del dipartimento Mediterraneo e della guarnigione di Mersina, per aver comunicato alla gendarmeria dell'area di sua competenza una presa del potere da parte dell'esercito.[1][3]

Secondo il governo turco, inoltre, alcuni golpisti hanno tentato la fuga dalla Turchia ed è per questo che si sono intensificate operazioni di polizia lungo le frontiere. Otto ufficiali dell'esercito, invece, sono fuggiti, atterrando con un elicottero in Grecia per richiedere asilo politico. Il ministro degli esteri turco Mevlüt Çavuşoğlu, dopo essersi confrontato con il ministro degli esteri greco Nikos Kotzias, ha richiesto l'estradizione per i golpisti fuggiti.
I 2 745 magistrati rimossi dall'incarico sono stati arrestati e cinque membri del Consiglio superiore dei giudici e dei pubblici ministeri (HSYK) sono stati destituiti per presunti legami con Fethullah Gülen, considerato da Erdoğan come il responsabile principale del fallito golpe. Sono stati arrestati due giudici della Corte costituzionale, Alparslan Altan e Erdal Tercan, e 58 membri del Consiglio di Stato. Per 140 membri della Suprema corte d'appello sono stati emessi dei mandati d'arresto, 11 dei quali già eseguiti. Al giorno del 23 luglio, il bilancio degli arresti è stato di un totale di oltre 9 000 cittadini turchi, attuati dal governo, il quale aveva colpito le opposizioni disponendo gli arresti.
Tra gli arrestati vi è anche Bakir Ercan Van, il capo della base militare di Incirlik, accusato di complicità. Secondo il governo turco, infatti, la base sarebbe stata utilizzata per rifornire uno dei caccia utilizzato dai golpisti; fino alla consegna spontanea del generale, la base resterà chiusa. Inoltre, Ümit Dündar è stato nominato nuovo capo di stato maggiore per sostituire Hulusi Akar.
Il Governo turco ha imposto il divieto di espatrio a tutti i dipendenti pubblici, ai quali sono state abolite le ferie. Il Consiglio per l'alta educazione turco (Yok) ha imposto il divieto di espatrio a tutti i docenti universitari, richiedendo le dimissioni di 1 577 rettori, di 1 176 dirigenti di atenei pubblici e di 21 000 docenti di scuole private, ai quali ha revocato la licenza d'insegnamento. Il Ministero dell'Istruzione turco ha sospeso dall'insegnamento 15 200 dipendenti. La Presidenza turca per gli Affari religiosi (Diyanet), ha allontanato 492 dipendenti tra imam e insegnanti di religione.

### Accuse contro Fethullah Gülen

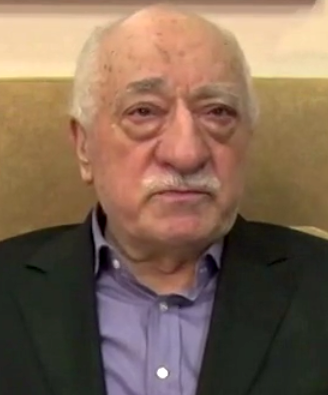
Fethullah Gülen

Fethullah Gülen, accusato dal presidente Erdoğan di essere uno dei principali cospiratori del golpe militare, ha condannato con veemenza il tentativo di colpo di stato, negando ogni possibile coinvolgimento con esso. "Condanno, nel modo più assoluto, il tentativo di golpe in Turchia", ha detto in una dichiarazione rilasciata al New York Times. "Il governo dovrebbe essere vinto attraverso delle libere elezioni e non preso con la forza. Prego per la Turchia, per i cittadini turchi e per tutti quelli che attualmente si trovano in Turchia. È particolarmente offensivo essere accusati di possibili legami con un'azione del genere, dopo aver sofferto sotto i continui colpi di stato militari che si sono susseguiti in Turchia negli ultimi decenni. Io nego categoricamente tali accuse".
Il presidente Erdoğan ha chiesto al governo degli Stati Uniti di estradare Gülen. Il ministro Binali Yıldırım ha minacciato guerra nei confronti di qualsiasi paese sostenitore di Gülen, mentre il ministro del Lavoro turco, Süleyman Soylu, ha affermato che "L'America è dietro il colpo di stato". Il Segretario di Stato americano, John Kerry, ha risposto alle accuse lanciate dal governo turco, invitando la Turchia a presentare delle "prove certe del coinvolgimento" per poter estradare Gülen.
A Beringen, in Belgio, alcuni difensori del governo Erdoğan hanno tentato di attaccare la sede del movimento "Vuslat", sostenitore degli ideali di Gülen. La polizia belga ha inoltre protetto tutti gli edifici e le case dei sostenitori di Gülen.
Le autorità turche hanno arrestato, a Erzurum, Muhammet Sait Gülen, nipote dell'imam.
Il 4 agosto 2016, il tribunale di Istanbul ha emesso un mandato di cattura nei confronti di Fethullah Gülen, per cercare di forzare la sua estradizione in Turchia da parte del governo statunitense.

### Base aerea di İncirlik
Il consolato degli Stati Uniti, la sera del tentato golpe, ha emesso un avviso rivolto a tutti i cittadini statunitensi residenti in Turchia nel quale veniva chiesto loro di evitare la base aerea di Incirlik, nel sud della regione, nella quale vi sono circa 50 ordigni nucleari. La base è utilizzata dall'esercito statunitense per gli interventi in Siria, contro lo Stato Islamico e, al suo interno, vi è un personale di circa 1 500 soldati.
Ventiquattro ore dopo l'avviso di chiusura della base da parte delle autorità locali, i funzionari del dipartimento della difesa statunitense confermarono la riapertura della stessa base, del suo spazio aereo per gli aerei militari e la ripresa delle operazioni in Siria.

### Disordini sociali
Il 16 luglio, alcuni manifestanti anti-golpe si sono avventati con violenza su alcuni cittadini locali, all'interno di alcune principali aree della città di Istanbul, tra cui i distretti di Okmeydanı e di Sultangazi. Alcuni disordini si sono verificati anche ad Antiochia, dove un motociclista è stato linciato dalla folla dopo aver dichiarato di essere un avvocato della shari'a. In un quartiere di Ankara, alcuni negozi gestiti da alcuni cittadini siriani sono stati attaccati dalla folla. A Malatya, alcuni sunniti hanno molestato i residenti di un quartiere abitato da aleviti, in particolare le donne, ed hanno tentato di occupare il quartiere entrandovi in massa. La polizia è intervenuta ed ha bloccato le strade che portano al quartiere. Nel distretto di Kadıköy, alcuni cittadini sono stati attaccati da un gruppo di fondamentalisti religiosi.

### Stato di emergenza
Il 20 luglio 2016, il presidente Erdoğan ha annunciato tre mesi di stato di emergenza in risposta al tentativo di colpo di stato, invocando l'articolo 120 della Costituzione turca ("Dichiarazione dello stato di emergenza a causa di atti diffusi di violenza e grave deterioramento dell'ordine pubblico"). Lo stato di emergenza è stato approvato dal Parlamento il 21 luglio, con 346 voti favorevoli e 115 contrari. Il vice primo ministro Numan Kurtulmuş ha annunciato la sospensione temporanea, da parte della Turchia, della Convenzione europea per la salvaguardia dei diritti dell'uomo e delle libertà fondamentali, invocando l'articolo 15 della convenzione ("guerra o altre emergenze pubbliche che minacciano la vita della nazione").
In ottobre 2016 lo stato d'emergenza è stato prorogato per ulteriori 90 giorni, con la contemporanea sospensione dal servizio di 12 000 poliziotti, suscitando le reazioni preoccupate del Consiglio d'Europa.